# Ponta Bi Sé
Ponta Bi Sé ist ein Kap auf der osttimoresischen Insel Atauro, die der Landeshauptstadt Dili vorgelagert ist. Es liegt im Suco Macadade und bildet den westlichsten Punkt der Insel. Nördlich befindet sich das Dorf Maquer.